# Lampiella gibbosa
Lampiella gibosa – endemiczny gatunek słodkowodnej ryby sumokształtnej z rodziny zbrojnikowatych (Loricariidae), jedyny przedstawiciel rodzaju Lampiella. Dorasta do 5 cm długości.

## Występowanie
Występuje w dorzeczu brazylijskiej rzeki Ribeira de Iguapé (Ameryka Południowa).